# Австралийская администрация регулирования с совещательным правом
Австралийская администрация регулирования с совещательным правом (англ. Australian Prudential Regulation Authority) выступает в качестве так называемого «разумного регулятора» австралийской индустрии финансовых услуг.

## Нормативные рамки
Агентство контролирует банки, кредитные союзы, строительные общества, товарищества, общее страхование и перестраховочные компании, страхование жизни и пенсионное страхование. Австралийская администрация регулирования с совещательным правом была создана 1 июля 1998 года. Австралийская администрация регулирования с совещательным правом финансируется в основном отраслями, которые она контролирует. Агентство в настоящее время курирует учреждения, располагающие примерно $ 3,6 триллионами в активах  и 22 млн австралийских вкладчиков, страхователей и членов пенсионного фонда.
Орган регулирует перечисленные выше финансовые институты таким образом, чтобы они сдерживали свои финансовые обещания, то есть, что они будут оставаться финансово устойчивыми и способными выполнять свои обязательства перед вкладчиками, членами фондов и держателями полисов. Агентство также несет ответственность за регистрацию финансовых корпораций.